# Buki-Yamaz (LP)
Buki-Yamaz er titlen på debutpladen af bandet med samme navn. Pladen blev indspillet i Easy Sound Studios, juli 1975.

## Tracklist

### Side 1
1. Hot Funk (Kasper Winding) – 5:37
2. Buki-Yamaz (Aske Bentzon) – 5:49
3. Mambo for Lone (Kim Sagild) – 3:25
4. The One I Love (Kasper Winding) – 3:31
5. Do the B.Y. (Kasper Winding) – 2:28

### Side 2
1. Some Stardust from Cosmos (Aske Bentzon) – 4:52
2. Brasilian Grass (Aske Bentzon) – 3:58
3. Heavy Chops (Nordsø/Weisgard) – 2:27
4. Pescador (Aske Bentzon) – 4:07
5. Mysterious Funk (Kasper Winding) – 2:53
6. Travel to Paradise (Aske Bentzon) – 2:55

## Medvirkende
- Aske Bentzon: Fløjte
- Kim Sagild: Guitarer
- Mikkel Nordsø: Guitarer
- Henrik Bødtcher: Bas
- Ethan Weisgard: Trommer
- Klavs Nordsø: Congas og percussion

### Desuden medvirker
- Kenneth Knudsen: Synthesizers
- Anders Gårdmand & Jens Haack: Saxofon
- Kasper Winding: Percussion og String Synthesizers
- Ben Besiakov: String Man

## Teknisk information
- Indspillet i Easy Sound Studios, juli 1975
- Indspilnings- og lydtekniker: Niels Erik Lund
- Front Cover af Jens Nordsø
- Fotos af Kaare Juncker
- Produceret af Buki-Yamaz
- Speciel tak til familien Lund

### Andre oplysninger om udgivelsen
- Pladeselskab: Hookfarm
- Kode: HLS 75-2
- All Rights Reserved
- n©b
- 1975